# Dálnice 2
Die Dálnice 2 (tschechisch für „Autobahn 2“) wurde als Verbindung der zweitgrößten tschechischen Stadt Brno mit der slowakischen Hauptstadt Bratislava gebaut. Zusammen mit der Autobahn D1 wurden die zwei größten Städte der ehemaligen Tschechoslowakei verknüpft: Prag und Bratislava. Die einzelnen Bauabschnitte in Richtung Slowakei wurden in den Jahren 1978 bis 1980 eröffnet. Durch die staatliche Selbständigkeit führt die D2 seit 1993 nur noch bis zur slowakischen Grenze am Übergang Lanžhot/Brodské, wo die Autobahn über die March auf die slowakische D2 weiterführt.

## Bauabschnitte
Der Bau der D2 wurde Mitte der 1970er-Jahre von Nord nach Süd begonnen und in drei ähnlich lange sowie einen etwa doppelt so langen Abschnitt aufgeteilt. Die Autobahn ersetzte die heute zur Bezirksstraße 425 herab gestufte Fernverkehrsstraße von Brünn nach Bratislava.
| Abschnitt                              | Länge     | Status        | Baubeginn | Fertigstellung                              | Querschnitt | Entwurfs- geschwindigkeit | Sonstiges                         |
| -------------------------------------- | --------- | ------------- | --------- | ------------------------------------------- | ----------- | ------------------------- | --------------------------------- |
| Brno-jih (Dálnice 1) – Blučina         | 11,700 km | unter Verkehr | 1974      | Oktober 1978                                | D26,5       | 120                       |                                   |
| Blučina – Hustopeče                    | 13,050 km | unter Verkehr | 1975      | bis Km 22,6: Oktober 1978 vollständig: 1979 | D26,5       | 120                       |                                   |
| Hustopeče – Břeclav                    | 23,750 km | unter Verkehr | 1976      | November 1980                               | D26,5       | 120                       | Kreuz Břeclav mit der D55 geplant |
| Břeclav – Přívoz (Grenze zur Slowakei) | 12,200 km | unter Verkehr | 1977      | November 1980                               | D26,5       | 120                       |                                   |

Auf der Trasse der D2 ist ein Autobahnkreuz mit der geplanten Autobahn D55 bei Břeclav vorgesehen.

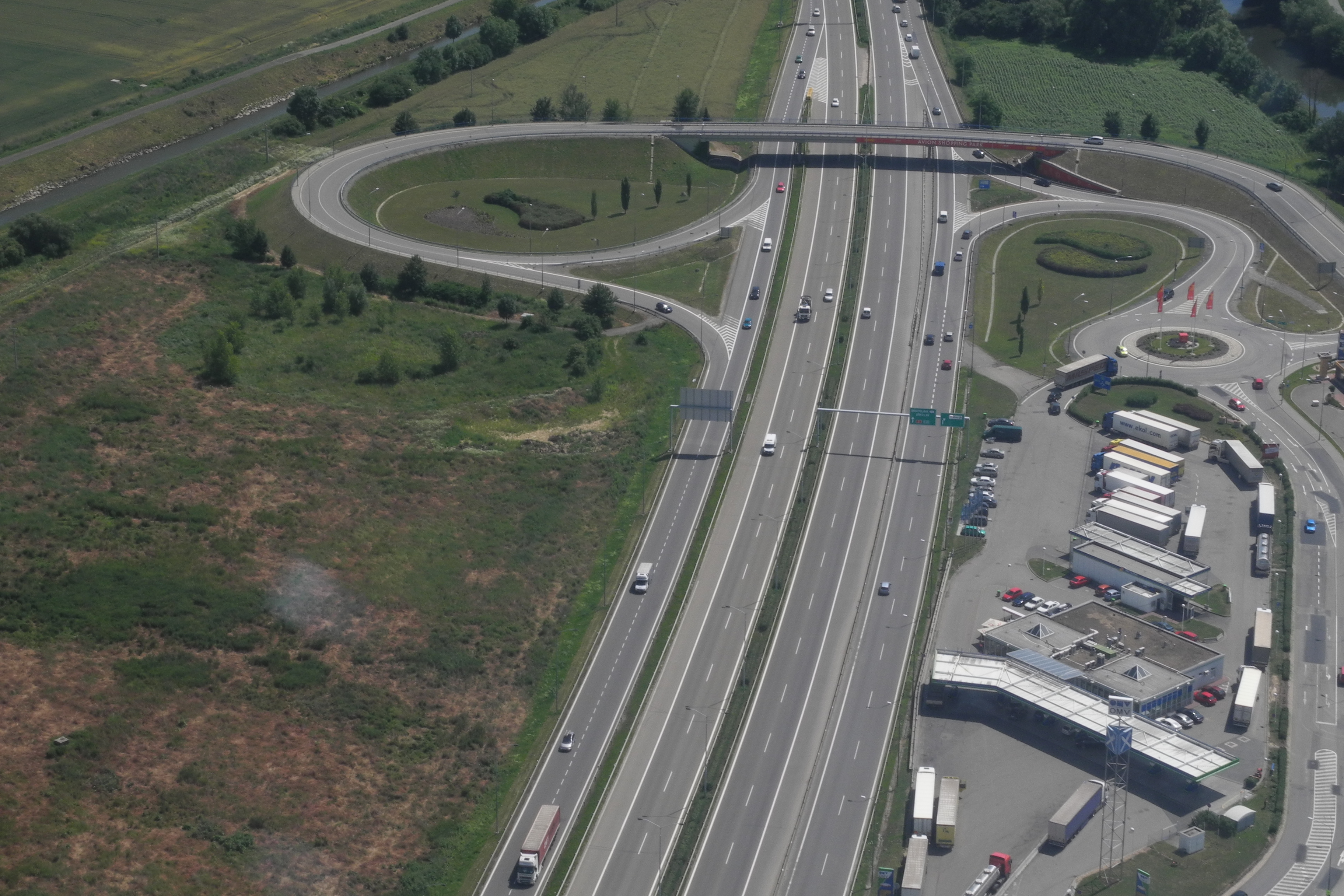
Die Raststätte Brno-jih bei Brünn
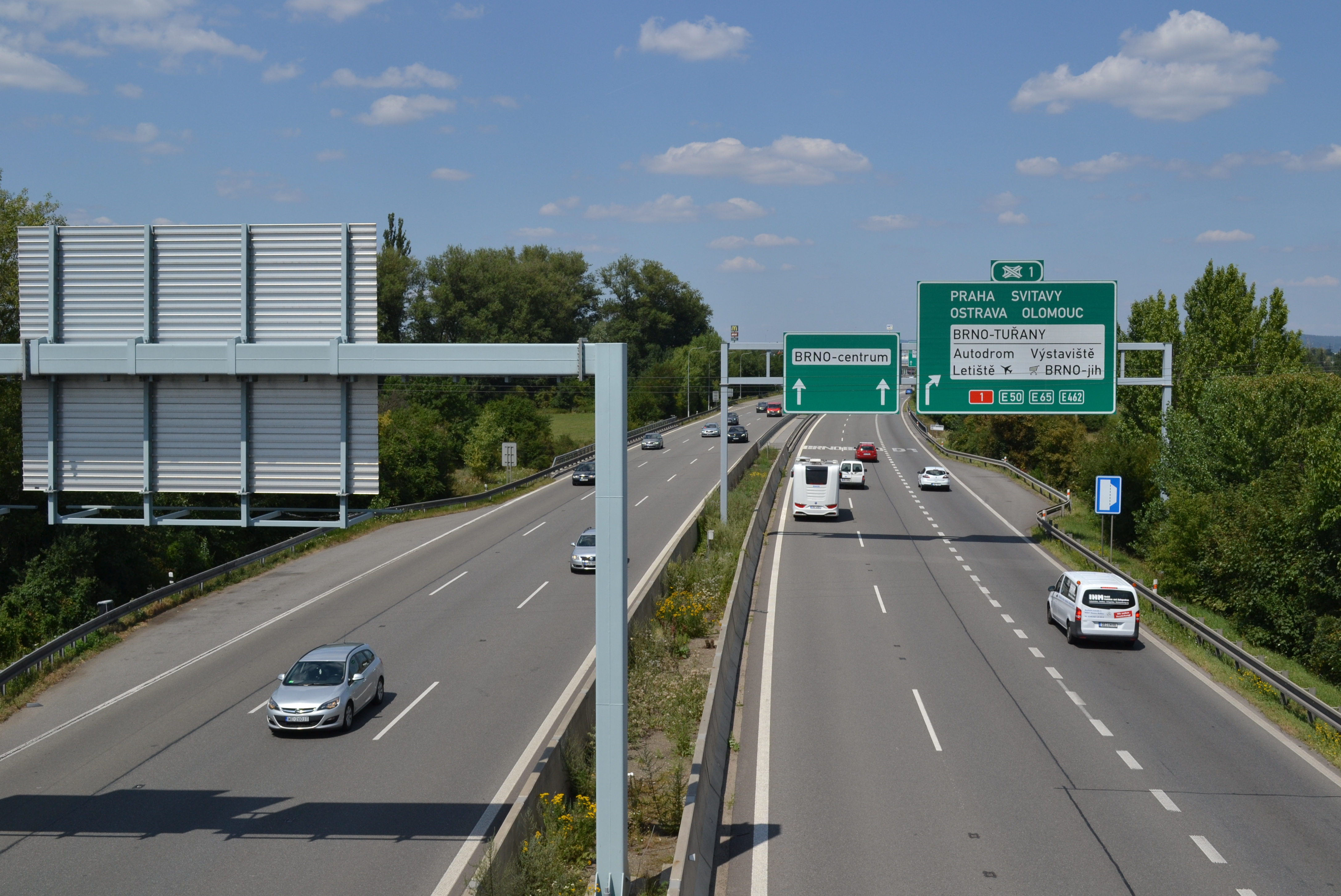
Autobahnende am Kreuz Brno-centrum
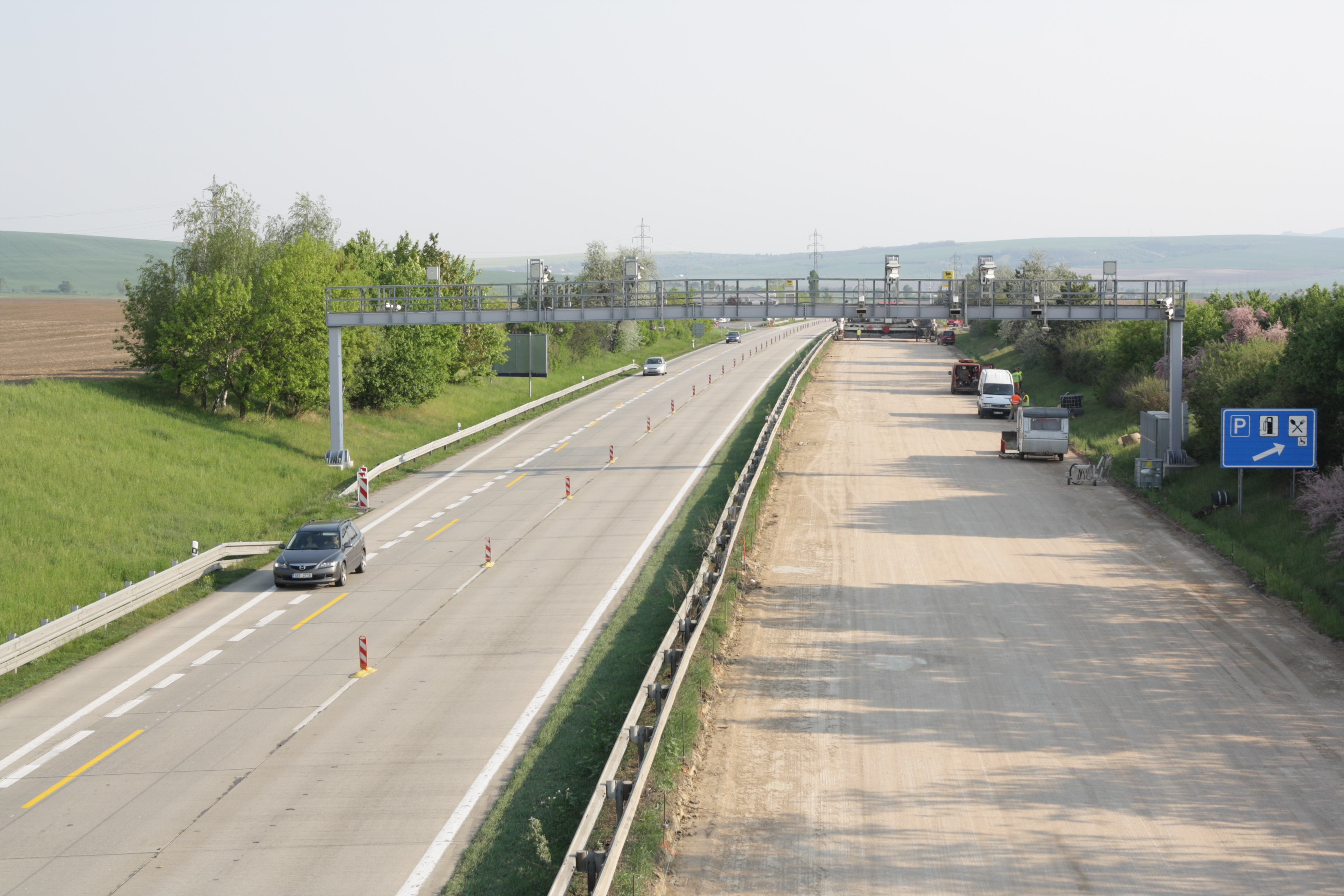
Fahrbahnsanierung bei Velké Němčice in 2014